# Ilona Slupianeková
Ilona Slupianeková, rozená Schoknechtová (* 24. září 1956, Demmin, Meklenbursko-Přední Pomořansko) je bývalá východoněmecká atletka, olympijská vítězka a dvojnásobná mistryně Evropy ve vrhu koulí.

## Kariéra
První úspěchy zaznamenala v roce 1973 na juniorském mistrovství Evropy v tehdy západoněmeckém Duisburgu, kde získala zlatou medaili. Na témže šampionátu vybojovala také stříbrnou medaili v hodu diskem. Na halovém ME 1976 v Mnichově skončila bronzová. Zúčastnila se letní olympiády v Montrealu, kde se umístila na pátém místě.

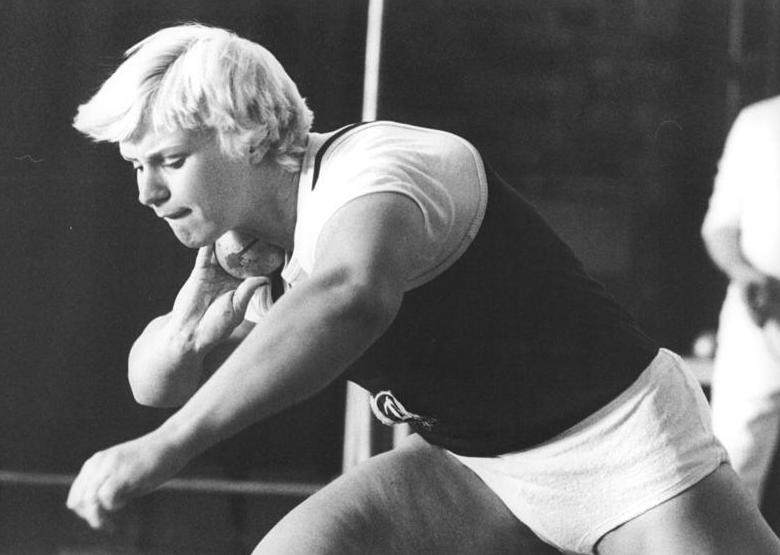
Ilona Slupianeková v roce 1980

O rok později na halovém ME ve španělském San Sebastiánu získala stříbrnou medaili, když prohrála jen s Helenou Fibingerovou. V roce 1977 ji však byl na evropském poháru v Helsinkách prokázán doping, za který dostala roční trest. Do sektorů se vrátila na evropském šampionátu v Praze. Na stadionu Evžena Rošického dokázala Slupianeková ve finále jako jediná překonat jednadvacet metrů (21,41 m) a získala zlatou medaili. Stříbro získala Fibingerová za výkon 20,86 m.
2. května 1980 překonala světový rekord Heleny Fibingerové (22,32 m), když ve slovinské Celje hodila 22,36 m. O pár dní později 11. května v Postupimi vlastní světový rekord vylepšila na hodnotu 22,45 m. Na letních olympijských hrách v Moskvě následně vybojovala zlatou medaili hodem dlouhým 22,41 m. Tento výkon je dodnes olympijským rekordem. V roce 1981 se stala ve francouzském Grenoblu podruhé v kariéře halovou mistryní Evropy a o rok později obhájila v Athénách titul mistryně Evropy pod širým nebem. Na prvním ročníku MS v atletice 1983 v Helsinkách získala bronzovou medaili. Jednu z posledních medailí, stříbrnou získala na halovém MS v Indianapolisu v roce 1987.

### Osobní rekordy
- hala – 21,59 m – 24. ledna 1979, Berlín
- venku – 22,45 m – 11. května 1980, Postupim (ex-WR)

## Osobní život
Jejím manželem byl koulař Hartmut Briesenick, se kterým má dceru.